# 피터 노스

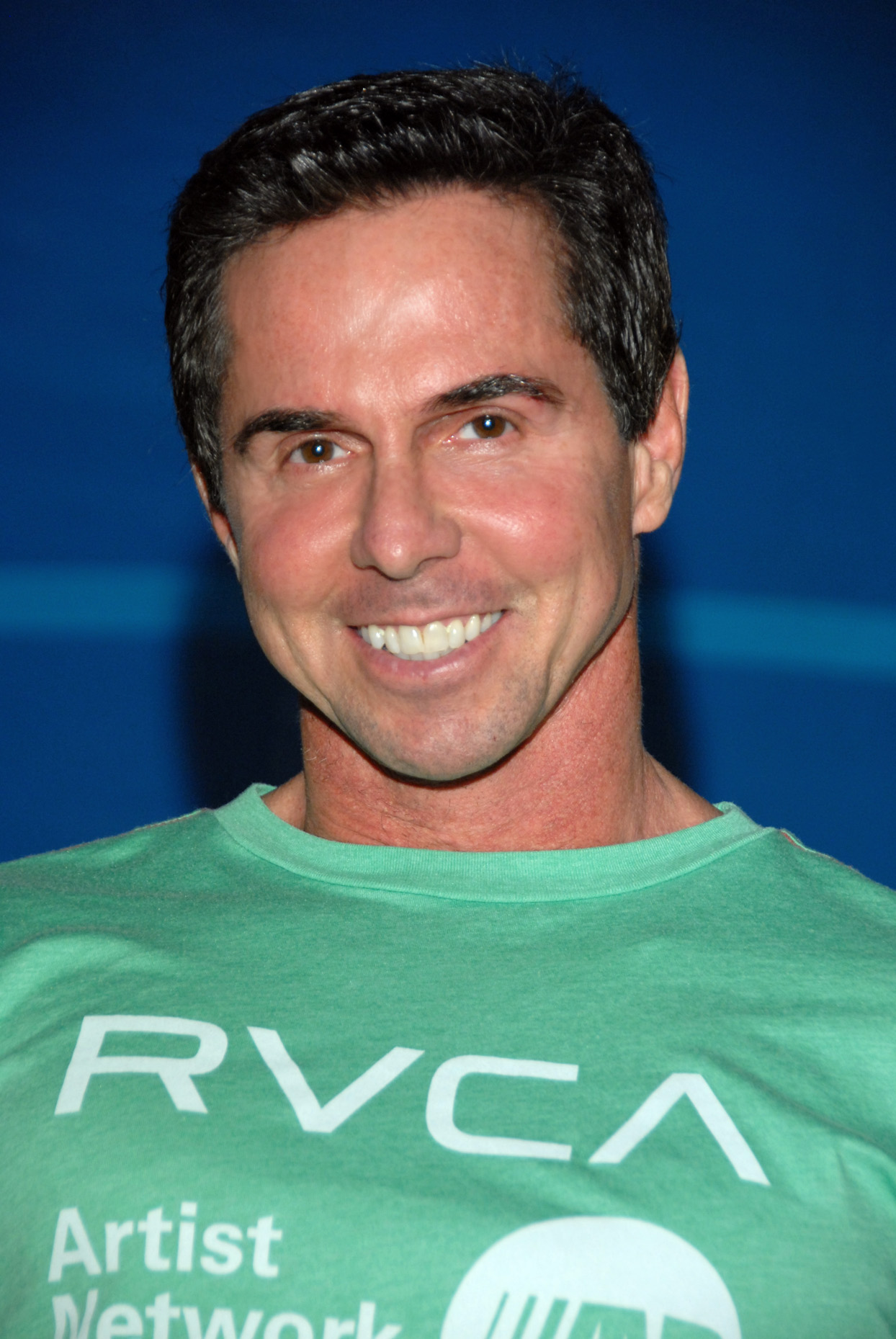
피터 노스

피터 노스(Peter North, 1957년 5월 11일 ~ )는 캐나다의 포르노 배우, 감독, 프로듀서이다. 포르노에서 가장 유명한 남자 출연자 중 한명이다. 본명은 올든 브라운(Alden Brown). 노바스코샤주 핼리팩스에서 태어나 1982년에 미국 캘리포니아주로 이주했다. 수천 달러의 빚을 지고 있었기 때문에, 돈을 벌기 위해 24세에 포르노 업계에 들어간다. 2014년 Nadia와 결혼했으나 2019년 이혼했다
외부 링크
- 피터 노스  - 공식 웹사이트
- (영어) 피터 노스 - 인터넷 성인 영화 데이터베이스
- (영어) 피터 노스 - 성인 영화 데이터베이스

## 같이 보기
- 게이포페이